# Маерчак, Ян
Ян Мариан Маерчак (пол. Jan Marian Majerczak; 22 мая 1926, Пясково — 10 июля 2016, Познань) — польский коммунист, политик и хозяйственник времён ПНР, функционер ПОРП, сподвижник Тадеуша Грабского. Активный участник конфронтации «партийного бетона» с независимым профсоюзом Солидарность и реформистскими «горизонтальными структурами». Основатель догматичного Познанского форума коммунистов, активист Ассоциации «Реальность» и Объединения «Грюнвальд». Был известен также как дипломат и директор крупного промышленного предприятия.

## Партийный функционер, дипломат, хозяйственник
Родился в деревенской семье из гмины Шамотулы (Познанское воеводство Второй Речи Посполитой). С юности придерживался коммунистических взглядов. В 1945 вступил в Союз борьбы молодых, в 1948 — в Союз польской молодёжи. С 1951 — член правящей компартии ПОРП.
В 1955—1958 Ян Маерчак — первый секретарь повятского комитета ПОРП в Кемпно. В 1961 окончил Высшую школу общественных наук при ЦК ПОРП. C 1966 — член Познанского воеводского комитета ПОРП. До 1973 возглавлял парторганизацию в Оструве-Велькопольском. Идеологически Маерчак стоял на позициях догматичного марксизма-ленинизма и неосталинизма. Его партийная карьера развивалась при правлении Эдварда Охаба, Владислава Гомулки, Эдварда Герека, но политическим идеалом являлся режим Болеслава Берута. Политически ориентировался на крупного деятеля познанского партийно-административного и хозяйственного аппарата Тадеуша Грабского.
В 1973 Ян Маерчак окончил дипломатическую аспирантуру Высшей школы ЦК. С 1974 — генеральный консул ПНР в чехословацкой Остраве (региональным секретарём КПЧ был тогда близкий Маерчаку по взглядам Мирослав Мамула). В 1980 Маерчак вернулся в Польшу и был назначен директором познанского завода автоматических систем MERA.

## Лидер познанского «бетона»

### В конфликте с новой реальностью
Бурные события 1980 года, мощное забастовочное движение, создание независимого профсоюза Солидарность, массовое отторжение ПОРП, рост антикоммунистических настроений шокировали Маерчака.

Партийный деятель среднего звена, своим социальным продвижением обязанный ПОРП, не только не понимал, но и не мог найти себя в новой, сложной польской реальности. Он столкнулся с событиями, которые не только противоречили его принципам, но разрушали его мир.

С осени 1980 стали формироваться малочисленные, но агрессивные группировки ортодоксально-коммунистического «партийного бетона». Кадры обычно комплектовались из идеологического аппарата (преподаватели марксизма-ленинизма, партийные публицисты, философы, лекторы и т. д.), сталинистски настроенных ветеранов ПОРП и ППР. Они опирались на поддержку консервативной номенклатуры ПОРП, административных структур, органов МВД, армейского командования. В Познани за этими силами стоял влиятельный лидер «бетона» Тадеуш Грабский — член Политбюро и секретарь ЦК ПОРП.
Ян Маерчак активно примкнул к «бетону». На его заводе велась консервативно-коммунистическая агитация, распространялись соответствующие печатные материалы, организовывалась политическая поддержка Грабскому и Познанскому воеводе Станиславу Цозасю (ветеран МОБ, участник политических репрессий). С санкции Грабского вокруг Маерчака стал группироваться разрозненный прежде актив «бетона».
Противниками «бетона» в Познани являлся не только профцентр «Солидарности» и внутрипартийная реформистская «горизонталь» PFMP, но и — парадоксальным образом — воеводский комитет ПОРП. С июня 1981 первым секретарём являлся Эдвард Скшипчак — выдвинутый партийными «низами» инженер Завода Цегельского, убеждённый сторонник демократических преобразований и сотрудничества с «Солидарностью». Эта очень специфическая ситуация дополнительно дезориентировала Маерчака.

### Председатель догматичного форума

#### Структура
Консолидирующей структурой регионального «бетона» стал Познанский форум коммунистов (PFK). Учредительное собрание состоялось 16 июня 1981. В организацию вошли несколько десятков человек — в основном статусные, среднезажиточные, старшего возраста, связывающие своё благополучие с «реальным социализмом» и полновластием ПОРП. Председателем PFK стал Ян Маерчак. Его выдвижению способствовало давнее знакомство и доверительные отношения с Грабским.
Дата учреждения была выбрана не случайно: в партии и стране обсуждалось письмо ЦК КПСС в адрес ЦК ПОРП от 5 июня 1981. Советское руководство жёстко критиковало власти ПНР за «уступки контрреволюционным силам». Эта позиция соответствовала установкам «бетона». Лидеры догматичного крыла ПОРП — Тадеуш Грабский, Стефан Ольшовский, Мирослав Милевский, Анджей Жабиньский, Станислав Кочёлек — посчитали момент подходящим для атаки на партийных «либералов» и прагматиков-«центристов». Объектами критики становились первый секретарь ЦК Станислав Каня, премьер-министр и министр обороны Войцех Ярузельский, секретарь ЦК Казимеж Барциковский, вице-премьер Мечислав Раковский. Активизация «неформального „бетона“» являлась частью этой стратегии — в том числе в Познани.
Познанский «бетон» имел важную специфическую черту. В отличие от других подобных организаций (KFP, RSK, KZMP, Варшава 80), в PFK преобладали не идеологические функционеры, а промышленники-технократы — директора предприятий, экономисты, техники. Ключевыми проблемами для них являлись хозяйственное управление и производственная дисциплина. «Залогом экономического развития» деятели PFK считали «политическую и идеологическую ясность» в версии Берута. Главную опасность они усматривали в идеях рабочего самоуправления, характерных для ранней «Солидарности».

#### Политика
PFK и персонально Маерчак нападали на «Солидарность», требовали восстановить полновластие заводских администраций, запретить забастовки, навести порядок военно-милицейскими силами (познанский воеводский комендант милиции полковник Зашкевич также принадлежал к «бетону»). По последующим оценкам, Цозась и Зашкевич использовали Маерчака с его организацией для самозащиты от антикоррупционных расследований, проводимых по инициативе Скшипчака. Маерчак многократно направлял в ЦК ПОРП письма-доносы, обвиняя Скшипчака в «разрушении партийной организации» и требуя отстранить его с поста первого секретаря.
Ян Маерчак с его позицией крайнего идеологического догматизма выступал «олицетворением сил возврата к прошлому». Он призывал «определиться, что означает слово „коммунист“, дать отпор враждебным силам, очистить партию от безыдейных, не стыдиться быть коммунистами». На предсъездовской конференции говорил о нависшей угрозе повторения Познанского восстания 1956. Старался поддерживать связь с генеральным консульством СССР, совершал церемониальные жесты, типа поздравлений с советскими государственными датами. Ещё более тесной была его связь с КПЧ через прежние контакты в Остраве. По оценкам очевидцев, собрания PFK проходили «в атмосфере 1950-х годов» — имелся в виду период 1950—1952.
Несмотря на директорский статус, Маерчак выражал интересы скорее партийно-идеологического, чем хозяйственного аппарата. Но при этом PFK, по последующим оценкам, даже в риторике был менее самостоятелен, нежели KFP — хотя не скрывал ориентации на «катовицких товарищей». Ян Маерчак, в отличие от идеолога KFP Всеволода Волчева, практически не имел собственных воззрений вне аппаратной линии.

#### Результаты
Усилиями Яна Маерчака Познань постепенно превращалась в третий — наряду с Варшавой и Катовице — всепольский политический центр «бетона». В преддверии IX чрезвычайного съезда ПОРП Маерчак делал ставку на приход к высшей партийной власти своего «патрона» Грабского. Во главе делегации PFK он посетил Катовице и принял участие в межрегиональной конференции и митинге «бетонных» организаций. Маерчак подписал открытое письмо делегатам с призывом «отстоять марксистско-ленинский характер ПОРП». Однако на съезде «бетону» не удалось сменить высшее руководство. Первым секретарём остался Станислав Каня, а Тадеуш Грабский был выведен из Политбюро и ЦК. Снятие Кани произошло 18 октября 1981, когда его сменил генерал Ярузельский, сосредоточивший в своих руках партийную, правительственную и военную власть.
Поражение Грабского сильно подорвало позиции Маерчака и его организации. Влиятельный секретарь ЦК Казимеж Барциковский пригрозил ортодоксам дисциплинарными мерами за нарушение партийного устава. Но явная ставка на установление военного режима соответствовала программным установкам PFK, и Маерчак поддерживал курс Ярузельского. В октябре 1981 PFK был преобразован в Семинар марксистско-ленинских знаний (SWML) и присоединился к сталинистской Ассоциации «Реальность». Также Маерчак возглавил региональную структуру национал-коммунистического Объединения «Грюнвальд». Таким образом, в его лице были объединены все ипостаси «бетона».

## Уход из политики
13 декабря 1981 в Польше было введено военное положение. Установилась власть WRON и неформальной «Директории» генерала Ярузельского. «Солидарность» была запрещена, многие активисты репрессированы. Это совпадало с позициями Яна Маерчака и его сподвижников, но организации, подобные PFK/SWML, не были нужен военно-партийному режиму. Некоторое время Маерчак пребывал в окружении Грабского, возглавлявшего «Реальность», однако в 1983 «Реальность» была распущена, Грабский отправлен торговым представителем в ГДР.
Осенью 1988, в принципиально новой обстановке — на фоне забастовочной волны и переговоров в Магдаленке, в преддверии Круглого стола — группа марксистских активистов и интеллектуалов учредила организацию «Прогресс и демократия» (PiD). Такие инициаторы, как Теодор Куфель, Мариан Тупяк, Игнацы Красицкий, явно рассматривали PiD в качестве воссозданной «Реальности». К ним примкнул и Ян Маерчак. Однако другие учредители ориентировались на совсем иные идеи Адама Шаффа. Проект не получил развития.
После победы «Солидарности» на альтернативных выборах 1989 Ян Маерчак оставил политику. Проживал на пенсии в Познани, от публичности дистанцировался. Скончался в возрасте 90 лет.